# Неврокопска афера
Неврокопската афера е провал на Вътрешната македоно-одринска революционна организация от есента на 1909 година, вследствие на разбиването на четата и залавянето на Дине Дробенов.
През 1909 година дейци на десницата във ВМОРО се опитват да възстановят организацията в Серския окръг. Обединена чета, начело със Стефан Чавдаров, Георги Занков и Дине Дробенов навлиза в Сярско, но на 13 октомври е разбита между селата Търлис, Карликьой и Кърчово от 20 жандари и милиционери българи санданисти, под водачеството на Димитър Икономов, Таската Серски и Чудомир Кантарджиев. Чавдаров заедно с трима четници бяга в Драмско, Занков се спасява към Горноджумайско, където отново е разбит и ранен, а Дробенов заедно с четирима четници е арестуван.
Вследствие на аферата са арестувани редица противници на Яне Сандански – учителят Стоян Мълчанков, училищният инспектор Стоян Филипов, Илия Кърчовалията и синът му Митьо Илиев. В Зърнево е пребит старецът Игно Инчов. В Куманич са изтезавани поп Никола Шайтанов и кметът Никола. В Търлис са бити Димитър Батанов и синът му, Ст. Кафалов, Кочо Стоянов и семейство Кретанщеви. В Горно Броди са измъчвани много селяни, начело с кмета Петър Чучев. 13 души са арестувани. В Елес вследствие на изтезанията умира Васил Видов.
В Скопие е образуван военнополеви съд по закона за четите с председател военният каймакамин Риза бей и членове майор Шефкет бей, капитан Реджеп ефенди, членът на апелационния съд Хайредин бей и секретарят на съда Хилми ефенди.